# Нагорная улица (Казань)
Нагорная улица (тат. Тау өсте урамы) — улица в историческом центре Казани.

## География
Начинается от Большой Красной улицы, пересекает улицу Япеева и заканчивается пересечением с улицей Зои Космодемьянской; далее продолжается как улица Тельмана.

## История
По мнению некоторых историков (М. Худяков, Н. Калинин), по линии современной улицы проходила крепостная стена ханской Казани. Своё современное направление улица получила после того, как город начал застраиваться по регулярному плану.
Является одной из немногих улиц, сохранивших своё дореволюционное название. В 1899 году улицу предлагалось переименовать в Николо-Тульскую улицу, однако фактически переименование не состоялось. В конце XIX — начале XX века на улице в разное время находились: отделение Дворянского поземельного банка, 4-е городское начальное училище (дом Киселёва), Казанское губернское акцизное управление, Казанское губернское по питейным делам присутствие, отделение Крестьянского поземельного банка (три последних — в доме Дьяченко).
До революции улица административно относилась к 1-й полицейской части города. Часть улицы в районе губернской тюрьмы в некоторых справочниках именовалась Односторонкой тюремного замка. В 1940-е годы на короткое время была переименована в улицу Шарифа Камала (вариант: Шариф-Камал), однако вскоре старое название было возвращено, а имя Шарифа Камала было присвоено другой улице в Сталинском районе города.
После введения районного деления в Казани относилась к Бауманскому району, а с 1994 года — к Вахитовскому району.
В 2000-е годы значительная часть исторической застройки улицы была снесена.

## Примечательные объекты
- №2 — Пятницкая церковь.
- №2а — северо-западная башня стены Казанского монастыря.
- №6 — дом Е. И. Танаевского (вторая половина XIX века, утрачен).[16]
- №9 —  дом В. П. Недолюбова (1906).[17]
- №10/17 — дом Н. М. Вениаминова (1849).[18]
- №11 — дом А. Е. Вельховер (1897, арх. Б. М. Нилус, утрачен).[16]
- №11а — флигель А. Е. Вельховер (1897, арх. Б. М. Нилус, утрачен).[16]
- №14 — комплекс тюремного замка (1807, арх. Яков Шелковников).[16]
- №25 — жилой дом (конец XIX века).[16]
- №31 — дом Ф. П. Воскресенского (вторая половина XIX века, утрачен).[16]
- №33 — дом М. С. Кобызевой (1896, утрачен).[16]
- №35/18 — усадьба Дьяченко (2 половина XIX века).[19]
- №37 — жилой дом (утрачен).[20]
- №39а — главный дом усадьбы Е. Н. Матерн (1853, арх. Пётр Романов, утрачен).[21]
- №41/17 — дом П. Н. Астафьевой (конец XIX века, утрачен).[16]

## Транспорт
- Общественный транспорт по улице не ходит; ближайшая остановка общественного транспорта находятся на улице Батурина. Ближайшая станция метро — «Кремлёвская».

## Известные жители
На этой улице в разное время проживали генерал-майор Николай Буренин, историк Дмитрий Корсаков, председатель Казанской губернской земской управы Пётр Куприянов, городской голова Александр Попрядухин, математик Владимир Некрасов, правовед Николай Колотинский, генерал от инфантерии Аркадий Скугаревский (дом Дьяченко), председателель Казанской губернской земской управы Валериан Образцов (дом Киселёва), ихтиолог Александр Державин, зоолог Михаил Рузский, городской голова Сергей Дьяченко, советский дипломат Леонид Красин, историк Николай Грацианский (дом Попрядухина), директор Казанского порохового завода Владимир Шнегас (дом Дьяченко).